# Штольц, Джордан
Джордан Штольц  (англ. Jordan Stolz; род. 21 мая 2004 года в Кеваскуме, штат Висконсин) — американский конькобежец, 6-кратный чемпион мира, 4-кратный чемпион США на отдельных дистанциях, участник зимних Олимпийских игр 2022 года.

## Биография
Джордан Штольц начал кататься на коньках в 5 лет, когда увидел Олимпийские игры 2010 года в Ванкувере по телевизору. После этого его отец Дирк построил домашний пруд, где в свободное время они катались. Позже отец повёл их со старшей сестрой Ханной на занятия по обучению катанию на коньках в Национальный ледовый центр Петтит в Милуоки. Джордан также тренировался на роликовых коньках и в шорт-треке, а также просматривал фильмы с участием российского конькобежца Павла Кулижникова.
В возрасте 9 лет Джордан начал профессиональную карьеру конькобежца в Милуоки. В 2020 году впервые выиграл "бронзу" на юниорском чемпионате США в многоборье и "серебро" в масс-старте. В том же году участвовал в зимних юношеских Олимпийских играх в Санкт-Морице, где лучшее его место стало 5-е на дистанции 500 м. Следом неудачно выступил на чемпионате мира среди юниоров в личных гонках. 
После той неудачи, в межсезонье он набрал вес улучшил технику катания, благодаря тяжелой атлетике и езде на велосипеде. Уже в январе 2021 года выиграл чемпионат США среди юниоров в многоборье, а в марте победил в забеге на 500 м на Национальном чемпионате США, занял 3-е место на 1000 и 2-е в командной гонке. В ноябре 2021 года дебютировал на Кубке мира и в декабре на этапе в Калгари занял 2-е место на дистанции 1000 м, а в январе на отборе на олимпиаду 2022 выиграл дистанции 500 и 1000 м с рекордом трассы.
В феврале 2022 года Джордан впервые участвовал на зимних Олимпийских играх в Пекине, где занял 13-е место в беге на 500 метров и 14-е в беге на 1000 метров. В марте 2022 года он поднялся на 4-е место в общем зачёте на чемпионате мира в спринтерском многоборье в Хамаре. Сезон 2022/23 начал с побед на 1-м этапе Кубка Америки на 4-х дистанциях, на Кубке мира в норвежском Ставангере на дистанции 1500 м и 1000 м и в Калгари в беге на 1000 м, и стал самым молодым конькобежцем-мужчиной, выигравшим индивидуальную гонку на этапе Кубка мира. Он также улучшил свои результаты на всех дистанциях в начале сезона.
В январе 2023 года Штольц выиграл чемпионат США и юниорский Кубок мира на дистанциях 500, 1000 и 1500 м, следом на чемпионате мира среди юниоров одержал победы на дистанциях 500, 1000, 1500 м, в командном спринте, а также занял 3-е место в масс-старте и в забеге на 5000 м и стал абсолютным чемпионом мира в многоборье. В марте на индивидуальном чемпионате мира в Херенвене он также выиграл золотые медали на дистанциях 500, 1000 м и 1500 м и стал самым первым человеком, выигравшим три индивидуальных золота в мире на одиночной дистанции.
26 января 2024 года на пятом этапе Кубка мира в Солт-Лейк-Сити установил мировой рекорд на дистанции 1000 метров — 1.05,37, побив прежнее достижение Павла Кулижникова.
В середине февраля 2024 года на чемпионате мира на отдельных дистанциях в Калгари вновь выиграл золото на дистанциях 500, 1000 и 1500 метров. На дистанции 500 метров установил рекорд США (33,69).

## Личная жизнь и семья
Джордан Штольц вместе с семьёй проживает в Кеваскуме, к северу от Милуоки. Его мать, Джейн, американка, работает стоматологом-гигиенистом, а отец, Дирк, бывший полицейский из Германии работает помощником шерифа округа Вашингтон и дополнительно занимается таксидермией. Его старшая сестра Ханна также участвовала в соревнованиях по конькобежному спорту среди юниоров, а сейчас разводит экзотических птиц. Семья также содержит ферму по разведению оленей и лосей, и каждое лето ездит на Аляску ловить палтуса и лосося и охотиться на лосей. Сам Джордан учился на дому с 10 лет и помимо конькобежного спорта увлекается охотой и рыбалкой.